# 대한민국 형법 제215조
대한민국 형법 제215조는 자격모용에 의한 유가증권의 작성에 대한 형법각칙의 조문이다. 외국인이 한국 밖에서 이 범죄를 저지르더라도 예외적으로 처벌하고 있다

## 조문
제215조(자격모용에 의한 유가증권의 작성) 행사할 목적으로 타인의 자격을 모용하여 유가증권을 작성하거나 유가증권의 권리 또는 의무에 관한 사항을 기재한 자는 10년 이하의 징역에 처한다.

## 판례
1. ↑  대한민국 형법 제5조(외국인의 국외범)